# Collection Emanuel Swedenborg
 (février 2023).
Si vous disposez d'ouvrages ou d'articles de référence ou si vous connaissez des sites web de qualité traitant du thème abordé ici, merci de compléter l'article en donnant les références utiles à sa vérifiabilité et en les liant à la section « Notes et références ».
La Collection Emanuel Swedenborg est l'une des plus grandes collections de manuscrits du XVIIIe siècle et l'une des rares des temps modernes à avoir servi de fondement à la nouvelle Église chrétienne.
Cette collection d’environ 20 000 pages — réunie par l'homme de lettres, théologien, philosophe et scientifique suédois Emanuel Swedenborg (1688-1772) — a été donnée à l'Académie royale des sciences de Suède après la mort de Swedenborg, qui était membre de cette Académie.
Le message de Swedenborg a eu des échos un peu partout dans le monde et certains considèrent ses manuscrits comme des reliques. La collection couvre ses années de scientifique et de technicien, ainsi que la période de sa vie suivant la crise religieuse qu’il a traversée dans les années 1740. Elle est toujours gardée à l'Académie Royale.
Depuis 2005, la Collection Emanuel Swedenborg a été classée par l'Unesco sur la Liste Mémoire du monde, recensant les documents du patrimoine documentaire d'intérêt universel, afin d'assurer leur protection.